# Btg1
Pour les articles homonymes, voir Btg et 1 (nombre).
Btg1 (B Cell Translocation Gene 1) est un gène humain situé sur le Chromosome 12 qui a été identifié lors du clonage d’un point de translocation chromosomique dans un cas de leucémie lymphocytaire chronique des cellules B (Rimokh et coll., 1991). D’où son nom : B cell translocation gene 1.
Ce gène est très conservé au cours de l’évolution et code une petite protéine de 19 kDa. Les travaux de J.-P. Rouault et coll. (1992) ont montré qu’in vivo, l'expression de BTG1 est ubiquitaire chez l'adulte. Cependant, elle est prépondérante dans des tissus quiescents et faible dans les tissus différenciés. Son produit appartient à une famille de protéines antiprolifératives (Guehenneux et coll., 1997 ; Matsuda et coll., 2001).
À ce jour, on dénombre six membres de la famille BTG. Elles partagent deux domaines d’homologie appelés boîtes A et B, et présentent toutes une activité antiproliférative. Les travaux récents de Rodier et coll. (1999) ont caractérisé les différents domaines fonctionnels de btg1 impliqués dans la localisation cellulaire de la protéine, notamment un signal de localisation nucléaire, un signal d’export nucléaire et des domaines impliqués dans la rétention cytoplasmique ou nucléaire.
1. 1 2 3  GRCh38: Ensembl release 89: ENSG00000133639 - Ensembl, May 2017
2. 1 2 3  GRCm38: Ensembl release 89: ENSMUSG00000036478 - Ensembl, May 2017
3. ↑  « Publications PubMed pour l'Homme », sur National Center for Biotechnology Information, U.S. National Library of Medicine
4. ↑  « Publications PubMed pour la Souris », sur National Center for Biotechnology Information, U.S. National Library of Medicine